# San Jose SaberCats
Die San Jose SaberCats waren ein Arena-Football-Team in der Arena Football League aus San José, Kalifornien, das seine Heimspiele im SAP Center ausgetragen hat.

## Geschichte
Die SaberCats wurden 1994 von den drei Geschäftsleuten David Frey, Ramune Ambrozaitis und ihrem Mann John Fry gegründet. Sie bezahlten für das Franchise anstatt der üblich geforderten $1,25 Millionen nur $750.000.
San Jose war eines der erfolgreichsten Franchises der AFL-Geschichte. Sie konnten 16 Mal die Playoffs erreichen und gewannen vier Mal den ArenaBowl. Das erste Spiel ihrer Franchisegeschichte verloren die SaberCats am 12. Mai 1995 mit 37:43 gegen die Arizona Rattlers zuhause vor 15.105 Zuschauern.
Nachdem die AFL nach der Saison 2008 für ein Jahr pausierte und 2010 wieder startete, entschieden sich die SaberCats erst zur Saison 2011 wieder an den Start zu gehen.
In den kommenden drei Spielzeiten gingen die Zuschauerzahlen etwas runter, obwohl man 2015 zum letzten Mal ArenaBowl Champion wurde.
Nach der Saison 2015 verkündete die AFL überraschend die Auflösung der SaberCats. Diese hatten erst in den vergangenen Wochen Neuzugänge für die anstehende Saison verkündet. Auf ihrer offiziellen Homepage wurde ebenfalls keine offizielle Stellungnahme dazu abgegeben.

## Saisonstatistiken
| Jahr | Team                                    | Liga                                    | S                                       | N                                       | Playoffs erreicht                       | Playoffrunde |
| ---- | --------------------------------------- | --------------------------------------- | --------------------------------------- | --------------------------------------- | --------------------------------------- | --- |
| 1995 | San Jose SaberCats                      | AFL                                     | 8                                       | 4                                       | ja                                      | N Viertelfinale gg. Orlando Predators 37:55                                                                                         |
| 1996 | San Jose SaberCats                      | AFL                                     | 6                                       | 8                                       | nein                                    | |
| 1997 | San Jose SaberCats                      | AFL                                     | 8                                       | 6                                       | ja                                      | N Viertelfinale gg. Iowa Barnstormers 59:68                                                                                         |
| 1998 | San Jose SaberCats                      | AFL                                     | 7                                       | 7                                       | ja                                      | N Viertelfinale gg. Tampa Bay Storm 46:65                                                                                           |
| 1999 | San Jose SaberCats                      | AFL                                     | 6                                       | 8                                       | nein                                    | |
| 2000 | San Jose SaberCats                      | AFL                                     | 12                                      | 2                                       | ja                                      | S Viertelfinale gg. Oklahoma Wranglers 63:40 N Halbfinale gg. Nashville Kats 42:51                                                  |
| 2001 | San Jose SaberCats                      | AFL                                     | 10                                      | 4                                       | ja                                      | S Viertelfinale gg. Arizona Rattlers 68:49 N Halbfinale gg. Nashville Kats 47:71                                                    |
| 2002 | San Jose SaberCats                      | AFL                                     | 13                                      | 1                                       | ja                                      | S Viertelfinale gg. Tampa Bay Storm 66:41 S Halbfinale gg. Orlando Predators 52:40 S ArenaBowl XVI gg. Arizona Rattlers 52:14       |
| 2003 | San Jose SaberCats                      | AFL                                     | 12                                      | 4                                       | ja                                      | S Viertelfinale gg. Georgia Force 69:48 N Halbfinale gg. Arizona Rattlers 49:66                                                     |
| 2004 | San Jose SaberCats                      | AFL                                     | 11                                      | 5                                       | ja                                      | S Viertelfinale gg. Tampa Bay Storm 56:52 S Halbfinale gg. Chicago Rush 49:35 S ArenaBowl XVIII gg. Arizona Rattlers 69:62          |
| 2005 | San Jose SaberCats                      | AFL                                     | 9                                       | 7                                       | ja                                      | N Viertelfinale gg. Colorado Crush 48:56                                                                                            |
| 2006 | San Jose SaberCats                      | AFL                                     | 10                                      | 6                                       | ja                                      | S Viertelfinale gg. Arizona Rattlers 62:48 N Halbfinale gg. Chicago Rush 56:59                                                      |
| 2007 | San Jose SaberCats                      | AFL                                     | 13                                      | 3                                       | ja                                      | S Viertelfinale gg. Colorado Crush 76:67 S Halbfinale gg. Chicago Rush 61:49 S ArenaBowl XXI gg. Columbus Destroyers 55:33          |
| 2008 | San Jose SaberCats                      | AFL                                     | 11                                      | 5                                       | ja                                      | S Viertelfinale gg. Colorado Crush 64:51 S Halbfinale gg. Grand Rapids Rampage 81:55 N ArenaBowl gg. Philadelphia Soul 56:59        |
| 2009 | AFL setzte Spielbetrieb in dem Jahr aus | AFL setzte Spielbetrieb in dem Jahr aus | AFL setzte Spielbetrieb in dem Jahr aus | AFL setzte Spielbetrieb in dem Jahr aus | AFL setzte Spielbetrieb in dem Jahr aus | AFL setzte Spielbetrieb in dem Jahr aus                                                                                             |
| 2010 | SaberCats setzten am Spielbetrieb aus   | SaberCats setzten am Spielbetrieb aus   | SaberCats setzten am Spielbetrieb aus   | SaberCats setzten am Spielbetrieb aus   | SaberCats setzten am Spielbetrieb aus   | SaberCats setzten am Spielbetrieb aus                                                                                               |
| 2011 | San Jose SaberCats                      | AFL                                     | 7                                       | 11                                      | nein                                    | |
| 2012 | San Jose SaberCats                      | AFL                                     | 12                                      | 6                                       | ja                                      | N Viertelfinale gg. Arizona Rattlers 48:51                                                                                          |
| 2013 | San Jose SaberCats                      | AFL                                     | 13                                      | 5                                       | ja                                      | N Viertelfinale gg. Arizona Rattlers 49:59                                                                                          |
| 2014 | San Jose SaberCats                      | AFL                                     | 13                                      | 5                                       | ja                                      | S Viertelfinale gg. Spokane Shock 55:28 N Halbfinale gg. Arizona Rattlers 56:72                                                     |
| 2015 | San Jose SaberCats                      | AFL                                     | 17                                      | 1                                       | ja                                      | S Viertelfinale gg. Portland Thunder 55:28 S Halbfinale gg. Arizona Rattlers 70:67 S ArenaBowl XXVIII gg. Jacksonville Sharks 68:47 |

## Zuschauerentwicklung
| Jahr | Team                                  | Zuschauerdurchschnitt                 |
| ---- | ------------------------------------- | ------------------------------------- |
| 1995 | San Jose SaberCats                    | 14.108                                |
| 1996 | San Jose SaberCats                    | 15.182                                |
| 1997 | San Jose SaberCats                    | 14.581                                |
| 1998 | San Jose SaberCats                    | 14.401                                |
| 1999 | San Jose SaberCats                    | 14.035                                |
| 2000 | San Jose SaberCats                    | 13.648                                |
| 2001 | San Jose SaberCats                    | 14.102                                |
| 2002 | San Jose SaberCats                    | 13.498                                |
| 2003 | San Jose SaberCats                    | 15.532                                |
| 2004 | San Jose SaberCats                    | 13.138                                |
| 2005 | San Jose SaberCats                    | 13.719                                |
| 2006 | San Jose SaberCats                    | 12.891                                |
| 2007 | San Jose SaberCats                    | 13.278                                |
| 2008 | San Jose SaberCats                    | 12.998                                |
| 2009 | Spielbetrieb in AFL ausgesetzt        | Spielbetrieb in AFL ausgesetzt        |
| 2010 | SaberCats setzten am Spielbetrieb aus | SaberCats setzten am Spielbetrieb aus |
| 2011 | San Jose SaberCats                    | 9.440                                 |
| 2012 | San Jose SaberCats                    | 10.126                                |
| 2013 | San Jose SaberCats                    | 9.096                                 |
| 2014 | San Jose SaberCats                    | 8.483                                 |
| 2015 | San Jose SaberCats                    | 8.814                                 |